# Culladia tonkinella
Culladia tonkinella là một loài bướm đêm trong họ Crambidae.